# Kosmodrom Plesieck
Plesieck (ros. Космодро́м Плесе́цк, ang. Plesetsk Cosmodrome) – rosyjski kosmodrom położony 180 km na południe od Archangielska i około 800 km na północ od Moskwy. Największy kosmodrom Federacji Rosyjskiej. Założony w 1960 roku na terenie obwodu archangielskiego. Wykorzystywany do wysyłania bezzałogowych satelitów Ziemi, głównie wojskowych: zwiadowczych, meteorologicznych, łączności, wczesnego ostrzegania, poszukiwania zasobów naturalnych, nawigacyjnych, naukowych i innych. W okresie ZSRR utajniony.  
Pełna nazwa obiektu brzmi: Pierwszy Kosmodrom Testowy Ministerstwa Obrony Federacji Rosyjskiej (ros. „1-й Государственный испытательный космодром Министерства обороны Российской Федерации”). Nadzór nad nim sprawują Siły Powietrzno-Kosmiczne Federacji Rosyjskiej, zaś centrum badawcze kosmodromu realizuje zadania zlecone przez Ministerstwo Obrony FR. Od 17 września 2020 roku dyrektorem Plesiecka jest pułkownik Nikołaj Andriejewicz Baszlajew. 
Plesieck jest najdalej na północ wysuniętym kosmodromem świata. W pasie głównym asteroid znajduje się planetoida Plesetsk, nazwana na jego cześć, a w Petersburgu ulica Plesiecka (ros. Плесецкая улица), której nazwę zmieniono w 2013 roku, honorując znaczenie kosmodromu.  

## Obiekt i infrastruktura
Kosmodrom Plesieck zlokalizowany jest w środkowej części obwodu archangielskiego. Zachodnia granica przebiega na linii torów kolejowych, łączących Moskwę i Archangielsk. Część granicy północnej pokrywa się z korytem rzeki Jemca (ros. Емца). 
Zajmuje teren o powierzchni 1762 km².  Znajdują się tu 1473 budynki i 237 urządzeń zasilających, kompleksy startowe z wyrzutniami dla rakiet nośnych, stacje tankowania, kompleksy techniczne i lotnisko.  Poszczególne obiekty zostały połączone wewnętrzną siecią dróg (o łącznej długości około 300 kilometrów) i torów kolejowych.  
Do kosmodromu należy 6 kompleksów startowych, 9 wyrzutni rakiet i 8 stacji montażowo-testowych. Lotnisko jest w stanie przyjąć maszyny o wadze do 220 ton. 
Na terenie kosmodromu znajdują się platformy startowe dla wszystkich typów rakiet krajowych i sześć ośrodków: 
- Ośrodek 1 – przeznaczony do testów rakiet lekkich. Znajdują się w nim dwie wyrzutnie rakiet Kosmos-3M, dwie platformy startowe rakiet Cyklon-3, jedna platforma rakiet Rokot i kompleksy techniczne. Tu montowane są satelity na potrzeby geodezji, nawigacji i badań naukowych.
- Ośrodek 2 – przeznaczony do testów rakiet średniego typu. Znajdują się w nim trzy wyrzutnie rakiet Mołnia 8K78 i R-7 i jedna wyrzutnia rakiet Angara. W kompleksie technicznym montowane są satelity komunikacyjne i wojskowe.
- Ośrodek 3 – zajmuje się analizą matematyczną oraz analizą danych z poszczególnych punktów pomiarowych, zlokalizowanych poza terenem kosmodromu.
- Ośrodek 4 – przeznaczony do testów rakiet międzykontynentalnych. Tu znajdują się wyrzutnie i platformy startowe rakiet: RS-12M1 Topol-M, RS-24 i rakiet typu „Sarmat” (R-36M).
- Ośrodek 5 – centrum analizy wyników testów.
- Ośrodek 6 – centrum naukowo-badawcze.

Punkty pomiarowe, niezbędne do analiz matematycznych trajektorii rakiet, zostały zlokalizowane poza terenem Kosmodromu Plesieck, w miastach takich jak: Norylsk, Mirny, Siewierodwińsk i Narjan-Mar.
Najbliżej Plesiecka leży miasto Mirny (ros. Мирный), w którym znajduje się muzeum kosmodromu. 

## Historia
Kosmodrom powstał w czasie zimnej wojny i miał służyć celom wojskowym, to jest testom rakiet międzykontynentalnych R-7.
11 stycznia 1957 roku przyjęto Uchwałę Komitetu Centralnego KPZR i Rady Ministrów ZSRR w sprawie utworzenia obiektu wojskowego o kryptonimie „Angara”. Jego budowę rozpoczęto 15 lipca 1957 roku (w niektórych źródłach tę datę uważa się za powstanie Kosmodromu Plesieck). Pod koniec lat pięćdziesiątych XX wieku w „Angarze” powstała pierwsza na świecie wyrzutnia pocisków międzykontynentalnych.  
W lutym 1959 roku obiekt „Angara” został przemianowany na Trzeci Poligon Artylerii Przeciwlotniczej ZSRR. Do końca 1964 roku uruchomiono cztery wyrzutnie rakiet typu R-7, trzy wyrzutnie rakiet typu R-9 i siedem wyrzutni rakiet R-16. W Plesiecku testowano łącznie dziesięć typów rakiet. 
Z czasem obiekt rozbudowano, a jego przeznaczenie uległo zmianie, w związku z rozwojem programu badań kosmicznych i na mocy Uchwały Komitetu Centralnego KPZR i Rady Ministrów ZSRR ze stycznia 1963 roku. Modernizacja trwała trzy lata.
17 marca 1966 roku w Plesiecku odbył się nieudany start rakiety Wostok 8A92. Kolejną nieudaną próbę podjęto 14 października tego samego roku oraz 19 stycznia i 13 marca 1967 roku. Od 24 czerwca 1977 roku w Plesiecku odbył się pierwszy start rakiety Cyklon-3. Do 30 stycznia 2009 roku odbyły się łącznie 122 starty rakiet Cyklon-3. 

Oznaka Kosmodromu Plesieck

Po rozpadzie ZSRR Plesieck stał się kluczowym kosmodromem Federacji Rosyjskiej, gdyż Bajkonur znalazł się na terenie Kazachstanu. Na mocy Dekretu Borysa Jelcyna z 11 listopada 1994 roku Plesieck mianowano głównym kosmodromem państwowym, pozostającym pod dowództwem wojsk rakietowych. 
Na początku lat dziewięćdziesiątych XX w. Kosmodrom Plesieck zajmował pierwsze miejsce na świecie pod względem liczby sztucznych satelitów, wysłanych z obiektu. Do 1993 roku było ich 1372. Drugie miejsce zajmował Kosmodrom Bajkonur (917 sztucznych satelitów). 25 marca 1993 roku w Plesiecku odbyła się próba wystrzelenia rakiety Start-1. 22 grudnia 1999 roku miał miejsce start rakiety Rokot. 
W 2001 roku rozpoczęto budowę kompleksu startowego rakiet kosmicznych Angara (nazwa nawiązuje do pierwszego miana kosmodromu). Prace ukończono w 2014 roku.  
Do 12 kwietnia 2002 roku z Plesiecka wysłano 1929 sztucznych satelitów i ponad 500 międzykontynentalnych rakiet balistycznych.
8 listopada 2004 r. odbył się pierwszy start rakiety typu Sojuz 2.
W 2011 roku Siły Powietrzno-Kosmiczne Federacji Rosyjskiej zapowiedziały przeznaczenie równowartości 170 milionów USD na przebudowę i remont kosmodromu Plesieck. 
22 czerwca 2015 roku Kosmodrom Plesieck otrzymał Order Suworowa w uznaniu wzmocnienia bezpieczeństwa państwa oraz tworzenia i testowania techniki rakietowej i kosmicznej. 
29 maja 2016 roku Siły Powietrzno-Kosmiczne Federacji Rosyjskie wystrzeliły z tego kosmodromu rakietę nośną typu Sojuz-2.

## Wypadki w kosmodromie
W wyniku awarii w kosmodromie Plesieck kilkukrotnie doszło do wypadków.
26 czerwca 1973 roku, na skutek wybuchu rakiety Kosmos-3M, zginęło dziewięciu żołnierzy z jednostki wojskowej 63551, w tym dowódca major Borys Grigoriewicz Chomiakow. 

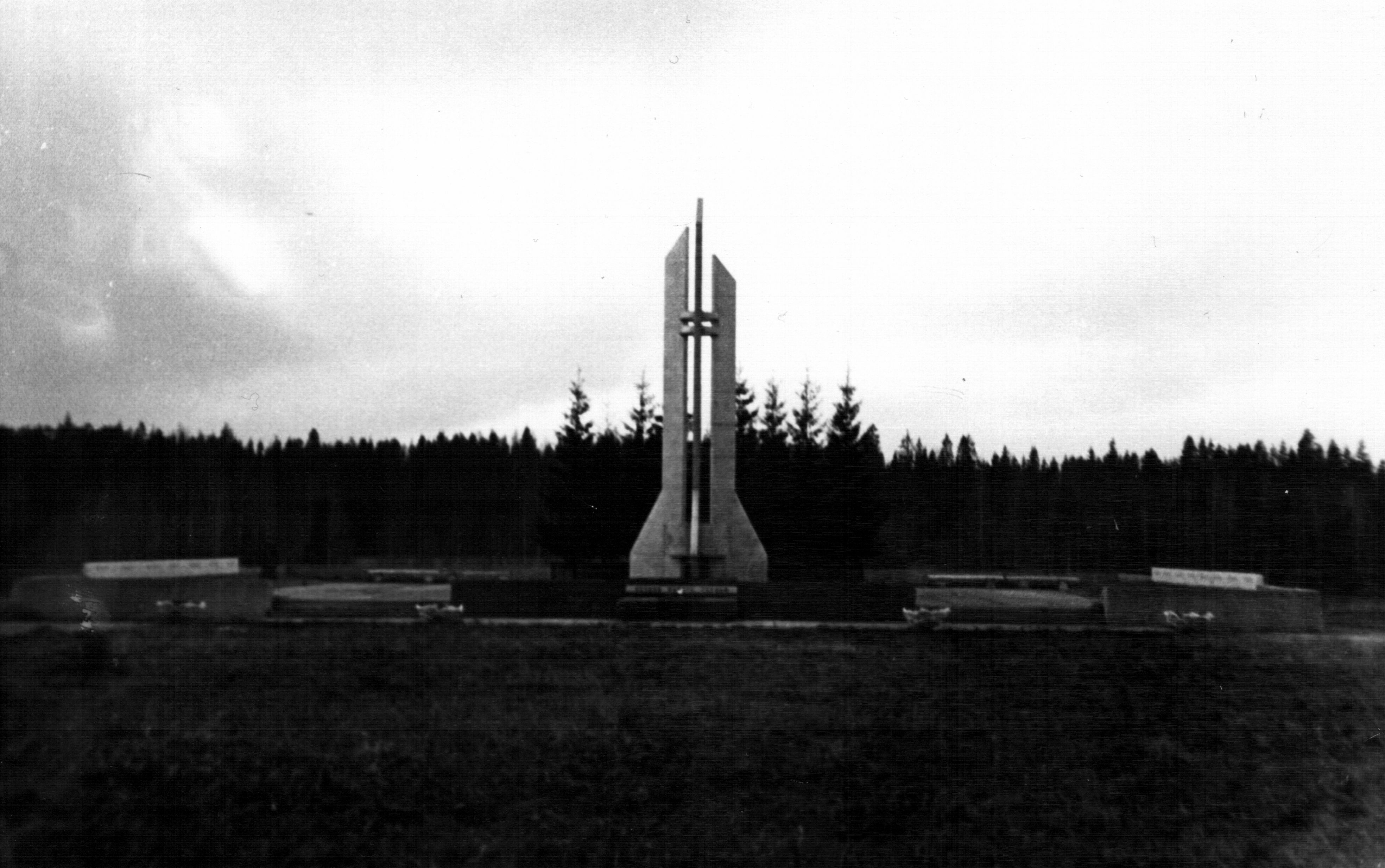
Pomnik ofiar katastrofy z 1980 roku w mieście Mirny.

18 marca 1980 roku podczas tankowania rakiety Wostok-2M doszło do eksplozji, w której zginęło 48 osób. Wybuch nastąpił 2 godziny i 15 minut przed planowym startem, o 19:01 czasu lokalnego, na platformie numer 43. Rakieta uległa spaleniu. W celu ustalenia okoliczności tragedii powołano komisję rządową, której przewodniczył Leonid Smirnow. Za przyczynę wybuchu uznano wyciek stężonego nadtlenku wodoru i zetknięcie się go z materiałem palnym. 5 lutego 1996 roku, po kolejnej analizie okoliczności tragedii ustalono, że ona nie nastąpiła z winy personelu technicznego. Ofiary (głównie żołnierze jednostki 13991 i cywilny personel techniczny) zostały pochowane w mieście Mirny, gdzie znajduje się pomnik upamiętniający katastrofę.  
W październiku 1987 roku w jednym z budynków kosmodromu wybuchł pożar, w którym zginęło pięć osób. 
15 października 2002 roku jedna osoba zginęła w wyniku eksplozji rakiety Sojuz U.  
9 listopada 2013 roku, podczas czyszczenia zbiornika na paliwo rakietowe, zginęło dwóch pracowników technicznych, a trzech trafiło do szpitala z objawami zatrucia. 

## Dowódcy

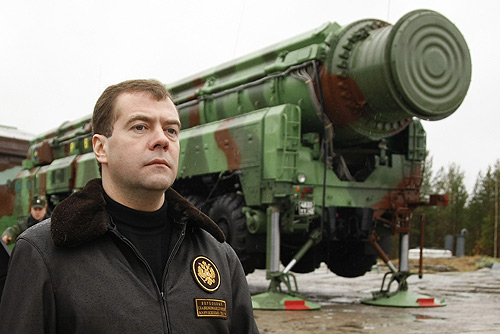
2008 rok. Dmitrij Miedwiediew, ówczesny Prezydent Federacji Rosyjskiej, w Plesiecku

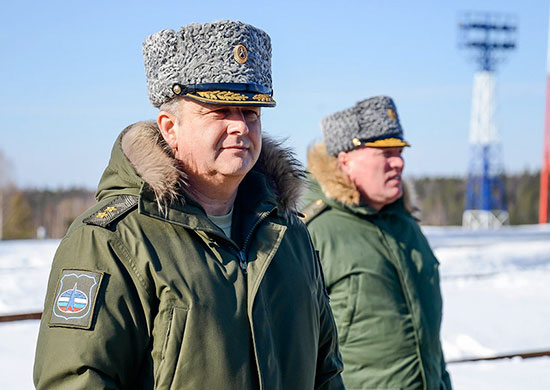
Gen. Aleksandr Gołowko na terenie kosmodromu Plesieck. 2016 rok.

Dowódcy kosmodromu Plesieck (wcześniej bazy rakietowej „Angara” i Trzeciego Poligonu Artylerii Przeciwlotniczej ZSRR):
- Generał major Michaił Grigorjewicz Grigorjew (1957 - 1962);
- Generał porucznik Stepan Fiodotowicz Sztańko (1962 – 1963);
- Generał porucznik Gałaktion Jelisiejewicz Ałpaidze (1963 – 1975);
- Generał pułkownik Jurij Aleksiejewicz Jaszyn (1975 – 1979);
- Generał porucznik Władimir Leontiewicz Iwanow (1979 – 1984);
- Generał porucznik Giennadij Aleksiejewicz Kolesnikow (1984 – 1985);
- Generał porucznik Iwan Iwanowicz Olejnik (1985 – 1991);
- Generał porucznik Anatolij Nikołajewicz Pierminow (1991 – 1993);
- Generał porucznik Anatolij Fiodorowicz Owczinnikow (1994 –1996);
- Pułkownik Władimir Pawłowicz Pronnikow (1996 – 1998);
- Generał porucznik Jurij Michajłowicz Żurawlow (1998 – 1999);
- Generał porucznik Giennadij Nikołajewicz Kowalenko (1999 – 2003);
- Generał porucznik Anatolij Aleksandrowicz Baszłakow (24 marca 2003 – 25 czerwca 2007);
- Generał major Oleg Nikołajewicz Ostapienko (2007 – sierpień 2008);
- Generał major Oleg Władimirowicz Majdanowicz (sierpień 2008 – 23 czerwca 2011);
- Generał major Aleksandr Walentinowicz Gołowko (23 czerwca 2011 – 24 grudnia 2012);
- Generał major Nikołaj Nikołajewicz Niestieczuk (2013 – 17 września 2020);
- Pułkownik Nikołaj Andriejewicz Baszlajew (od 17 września 2020 roku).

## Logistyka
Lokalizacja kosmodromu Plesieck umożliwia starty obiektów na orbity okołobiegunowe. Jednocześnie niesie za sobą problemy logistyczne. Zimą w obwodzie archangielskim temperatura może spaść do minus 50 °C. Przez wiele miesięcy w roku prace odbywają się w skomplikowanych warunkach atmosferycznych, podczas mrozów i śnieżyc.  
Ponadto kosmodrom jest oddalony od centrum przemysłowego kraju. Wszystkie rakiety wystrzeliwane z Plesiecka są montowane na miejscu. Niezbędne części, materiały, narzędzia itp. transportuje się z innych części Rosji, głównie wojskowymi samolotami transportowymi, lądującymi na lotnisku na terenie kosmodromu.  
W Plesiecku pracuje kilkanaście tysięcy ludzi. Wszyscy mieszkają w mieście Mirny, które znajduje się około 2 km od centrów technicznych tworzących kosmodrom. Takie rozwiązanie przyjęto, aby uniknąć niedogodności, z jakimi mierzyli się pracownicy kosmodromu Bajkonur, którzy od miejsca zamieszkania do pracy dojeżdżali pociągiem co najmniej dwie godziny dziennie. W celu usprawnienia pracy wszystkie kompleksy startowe są połączone torami kolejowymi z centrami technicznymi.  
Na kosmodromie Plesieck służą żołnierze jednostki wojskowej 13991, z siedzibą w mieście Mirny. 
Lokalne władze i dowódcy kosmodromu podpisali porozumienie w sprawie uprzątania okolicznych terenów z części, które oddzielają się po starcie i spadają na ziemię. W 2007 roku usunięto ponad 148 ton metalowych szczątków, będących fragmentami rakiet lub innymi odpadami z Plesiecka. 

## Ochrona obiektu i techniki

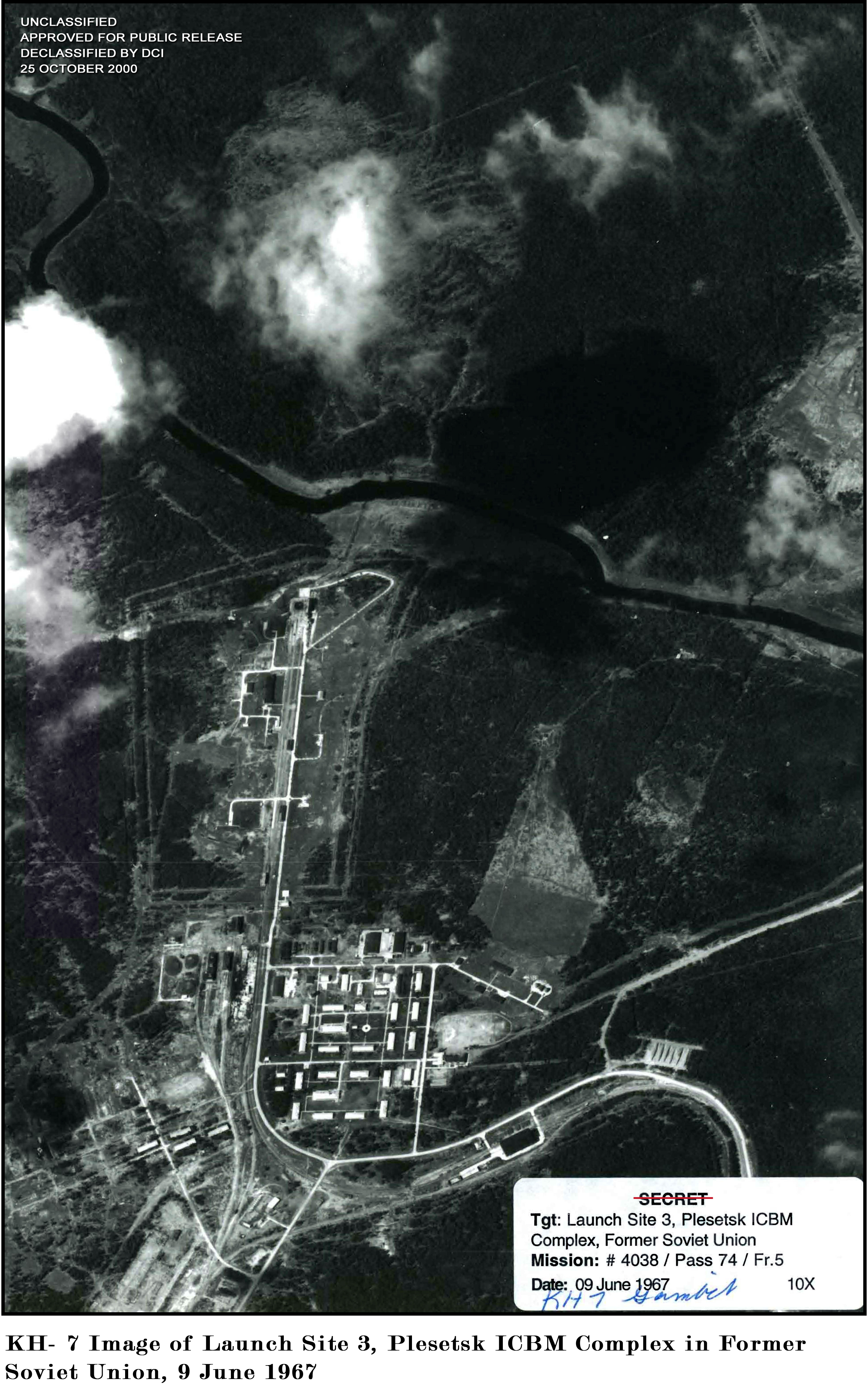
Zdjęcie fragmentu kosmodromu, wykonane z amerykańskiego satelity w 1967 roku

W ZSRR baza rakietowa „Angara”, Trzeci Poligon Artylerii Przeciwlotniczej, a następnie kosmodrom Plesieck, były obiektami tajnymi z uwagi na strategiczne znaczenie militarne. Oficjalnie o istnieniu kosmodromu poinformowano w 1983 roku. 
Wcześniej obiekt był przedmiotem zainteresowania krajów zachodnich. W połowie lat sześćdziesiątych XX w. brytyjski fizyk Geoffrey E. Perry wraz ze swoimi uczniami badał sygnały radzieckich satelitów za pomocą amatorskiego sprzętu radiowego. W 1966 roku Perry ustalił, że radzieckie satelity znalazły się na innej orbicie i mogły tam zostać umieszczone wyłącznie z północnej części ZSRR, gdzie oficjalnie nie znajdował się żaden kosmodrom. Zlokalizował miejsce, z którym się komunikowały i tym samym wykrył istnienie Plesiecka. Odkrycie zostało opisane w mediach, a sprawą zainteresowały się wywiady wojskowe krajów zachodnich. Powołano specjalną grupę operacyjną o nazwie Kettering. 3 listopada 1966 roku potwierdziła ustalenia Perry’ego i lokalizację kosmodromu.
Obecnie kosmodrom nie jest objęty tak powszechną niejawnością jak w ZSRR, pokazywane są filmy ze startów i końcowego etapu przygotowania startu. 
10 lutego 2012 roku starszy inżynier Plesiecka, podpułkownik Władimir Wasiljewicz Niestieriec został skazany przez sąd wojskowy na trzynaście lat więzienia za szpiegostwo na rzecz CIA. Podczas procesu ustalono, że pobierał wynagrodzenie od rządu USA za przekazywanie informacji o testach rakiet bojowych, co uznano za zdradę stanu. 